# زرناوه
زرنووا (به لاتین: Zərnava) یک منطقهٔ مسکونی در جمهوری آذربایجان است که در شهرستان اسماعیللی واقع شده‌است.

## خصوصیات
زرنووا  ۸۷۲ نفر جمعیت دارد.